# Вігонца
Вігонца, Віґонца (італ. Vigonza, вен. Vigonsa) — муніципалітет в Італії, у регіоні Венето, провінція Падуя.
Вігонца розташована на відстані близько 400 км на північ від Рима, 28 км на захід від Венеції, 10 км на північний схід від Падуї.

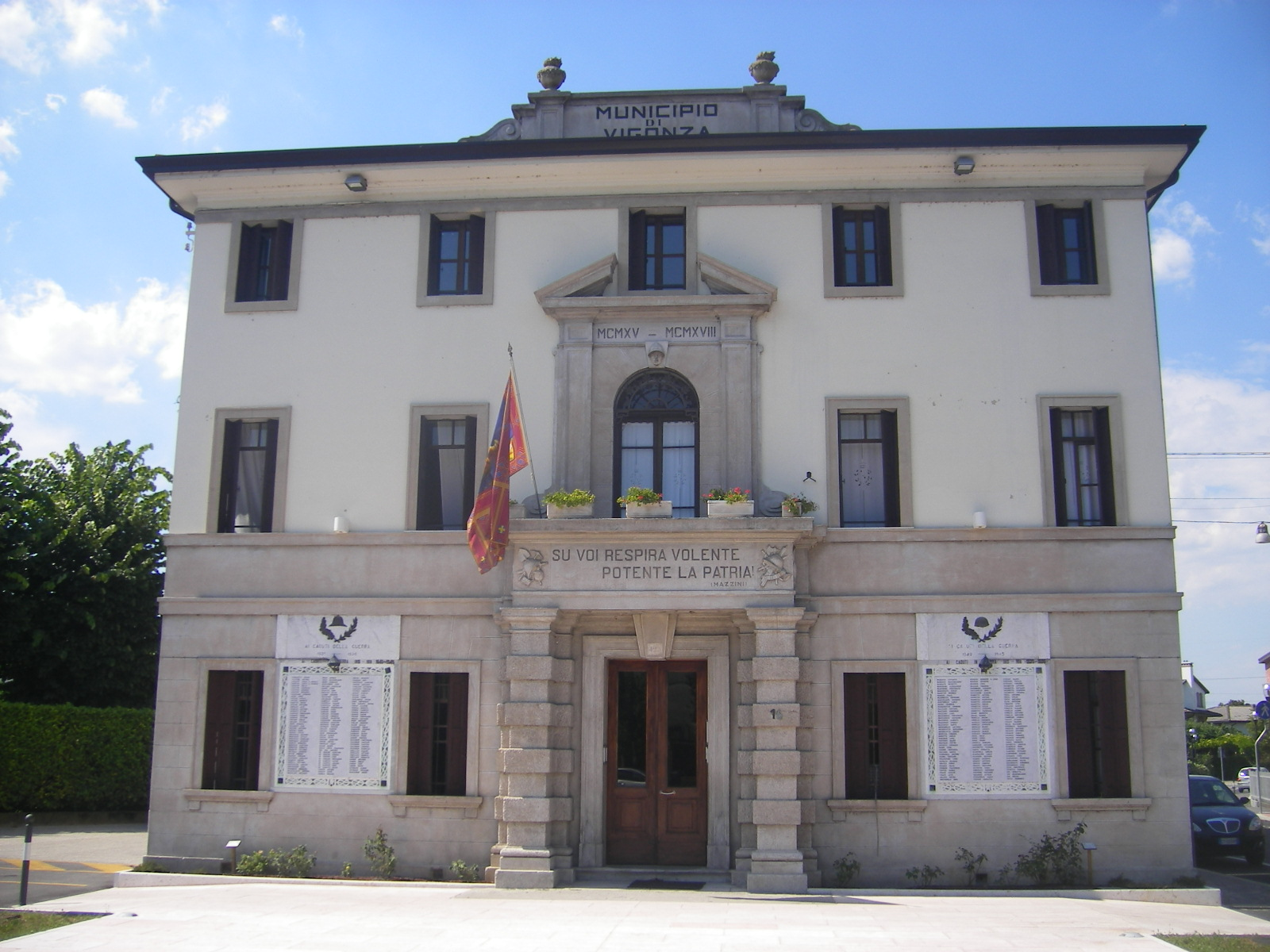

Населення — 22 682 особи (2014).

## Демографія
Населення за роками:

Станом на 1 січня 2023 року в муніципалітеті офіційно проживало 1935 іноземців з 73 країн, серед них 901 громадянин країн Євросоюзу та 28 громадян України.

## Сусідні муніципалітети
- Кадонеге
- Камподарсего
- Фієссо-д'Артіко
- Новента-Падована
- Падуя
- П'яніга
- Стра
- Вілланова-ді-Кампозамп'єро